# Tunturijärvi (sjö i Finland)
Tunturijärvi är en sjö i Finland. Den ligger i kommunen Kemijärvi i landskapet Lappland, i den norra delen av landet, 800 km norr om huvudstaden Helsingfors. Tunturijärvi ligger 286 meter över havet. Arean är 63,8 hektar och strandlinjen är 3,47 kilometer lång. Sjön  ingår i Kemi älvs huvudavrinningsområde. 